# 結腸炎
医学中，結腸炎指结肠的炎症，常用來描述大肠（结肠、盲肠和直肠）的發炎。
结肠炎可能是急性和自限的，也可能是慢性的，大致屬於消化系統疾病。腹瀉是結腸炎早期的主要癥狀。常反覆發作，多因飲食不當(包括經常食用刺激性食物，例：辣椒、咖啡、酒精飲料)、情緒激動、過度疲勞誘發。